# Baldur's Gate: Tales of the Sword Coast
Baldur's Gate: Tales of the Sword Coast er en udvidelsespakke til computerspillet Baldur's Gate. Fire bonusområder tilføjes til kortet i Baldur's Gate: Ulgoth's Beard, en piratø, en isø, og Durlag's Tower. Disse områder indeholder yderligere opgaver og udforskning indenfor spillets hovedhandling. Derudover kan spilleren nu stige flere levels, da loftet for antal erfaringspoint er blevet løftet, kan bruge mere kraftfulde magi og bedre våben.

## Eksterne links
- Sorcerer's Place (stor dækning af alle (A)D&D CRPGs) (engelsk)
- Baldur's Gate: Tales of the Sword Coast på Internet Movie Database (engelsk)

| computerspil | Spire Denne computerspilsrelaterede artikel er en spire som bør udbygges. Du er velkommen til at hjælpe Wikipedia ved at udvide den. |